# Le Petit Vingtième
Le Petit Vingtième, Le petit vingtième eller Le petit XXe (Det lille tyvende) var et børnetillæg til den belgiske katolske og konservative avis Le XXe siècle (Det tyvende århundrede).
Hergé (George Remi) var redaktør for tillægget, og heri udgav han sine første serier med Flup, Nénesse, Poussette et Cochonnet, Tintins oplevelser, Sylvester og Ottilia, Rune & Sune og Mads', Mettes og Sjokos oplevelser.
Første nummer udkom den 1. november 1928, og bladet blev nedlagt i maj 1940 i forbindelse med tyskernes invasion af Belgien.

## Publicering af Hergés serier
- Flup, Nénesse, Poussette et Cochonnet, nr. 1, 1. november 1928[3] – nr. 10, 3. januar 1929[4]
- Rune & Sune[5] (Lars og Lue[6], fransk: Quick et Flupke[7]) ca. 300 sider fra nr. 4, 23 januar 1930[8] – nr. 19, maj 1940[9]
- Sylvester og Ottilia hos kaninoerne[10], nr. 6, 8. februar 1934 – nr. 33, 16. august 1934[11]
- Mads', Mettes og Sjokos oplevelser[12]
  - Den mystiske stråle, nr. 42, 22. oktober 1936 – nr. 10, 10. marts 1938[13]
  - Stratosfærefly H-22, nr. 14, 31. marts 1938 – nr. 45, 9. november 1939[14]
- Tintins oplevelser
  - Tintin i Sovjetunionen, nr. 11, 10. januar 1929[15] – nr. 19, 8. maj 1930[16]
  - Tintin i Congo, nr. 23, 5. juni 1930[17] – nr. 25, 18. juni 1931[18]
  - Tintin i Amerika, nr. 36, 3. september 1931[19] – nr. 42, 20. oktober 1932[20]
  - Faraos cigarer, nr. 49, 8. december 1932[21] – nr. 6, 8. februar 1934[22]
  - Den Blå Lotus, nr. 32, 9. august 1934[23] – nr. 42, 17. oktober 1935[24]
  - Det knuste øre, nr. 49, 5. december 1935[25] – nr. 8, 25. februar 1937[26]
  - Den sorte ø, nr. 15, 15. april 1937[27] – nr. 24, 16. juni 1938[28]
  - Ottokars scepter (med titlen Tintin i Syldavien[29]), nr. 31, 4. august 1938[30] – nr. 32, 10. august 1939[31]
  - Landet med det sorte guld, nr. 39, 28. september 1939[32] – nr. 19, 8. maj 1940; afbrydes midt i historien, da bladet nedlægges.[33]